# Paul Zielinski
Paul Zielinski (20 de noviembre de 1911-20 de febrero de 1966) fue un jugador y entrenador de fútbol alemán. En su etapa como jugador profesional se desempeñaba como centrocampista.

## Selección nacional
Fue internacional con la selección alemana en 15 ocasiones. Formó parte de la selección que obtuvo el tercer lugar en la Copa del Mundo de 1934.

### Participaciones en Copas del Mundo
| Mundial                        | Sede   | Resultado    | Partidos | Goles |
| ------------------------------ | ------ | ------------ | -------- | ----- |
| Copa Mundial de Fútbol de 1934 | Italia | Tercer lugar | 4        | 0     |

## Clubes

### Como jugador
| Club             | País             | Año       |
| ---------------- | ---------------- | --------- |
| SV Union Hamborn | Alemania nazi    | 1930-1939 |
| LSV Markersdorf  | Alemania nazi    | 1939-1944 |
| Rapid Kassel     | Alemania ocupada | 1945-1946 |
| SV Union Hamborn | Alemania ocupada | 1946-1948 |

### Como entrenador
| Club               | País             | Año       |
| ------------------ | ---------------- | --------- |
| SV Union Hamborn   | Alemania ocupada | 1946-1948 |
| 1. FC Bocholt      | Alemania ocupada | 1947-1948 |
| Teutonia Lippstadt | Alemania Federal | ¿-?       |
| Hamborn 07         | Alemania Federal | ¿-?       |
| Sterkrade 06/07    | Alemania Federal | ¿-?       |
| 1. FC Mülheim      | Alemania Federal | ¿-?       |
| 1. FC Bocholt      | Alemania Federal | 1960-1962 |

## Palmarés

### Campeonatos regionales
| Título              | Club            | País          | Año  |
| ------------------- | --------------- | ------------- | ---- |
| Gauliga Niederdonau | LSV Markersdorf | Alemania nazi | 1942 |
| Gauliga Niederdonau | LSV Markersdorf | Alemania nazi | 1943 |